# Barbus erubescens
Barbus erubescens is een  straalvinnige vissensoort uit de familie van eigenlijke karpers (Cyprinidae). De wetenschappelijke naam van de soort is voor het eerst geldig gepubliceerd in 1974 door Skelton.
De soort staat op de Rode Lijst van de IUCN als Kritiek, beoordelingsjaar 2007. De omvang van de populatie is volgens de IUCN dalend.